# Сказки братьев Гримм (альбом)
Сказки братьев Гримм — двенадцатый студийный альбом московской группы «Звуки Му», ставшей сольным проектом Мамонова. Был записан и выпущен в 2005 году издательством RMG. В работе над альбомом участвовал только Мамонов, который «сочинил, сыграл, спел, записал, свёл» весь альбом, а также был автором буклета к нему. Альбом «Сказки братьев Гримм» стал последним выпущенным при жизни Петра Мамонова.
Концепция альбома вращается вокруг одноимённого сборника сказок, а каждая композиция является вариацией на тему одной из сказок. Альбом был записан в присущем для «позднего Мамонова» минималистском ключе в жанре spoken word.

## Список композиций
| №  | Название                                 | Длительность |
| -- | ---------------------------------------- | ------------ |
| 1. | «Мальчик-с-пальчик»                      | 5:33         |
| 2. | «Разбойник и его сыновья»                | 4:55         |
| 3. | «Золушка»                                | 5:06         |
| 4. | «Храбрый портняжка»                      | 6:04         |
| 5. | «Подземный человечек»                    | 8:18         |
| 6. | «Король-лягушонок, или Железный Гейнрих» | 4:52         |
| 7. | «Старый Кринкранк»                       | 14:13        |
| 8. | «Ганс мой ёж»                            | 4:28         |

## Участники Записи
- Пётр Мамонов - музыка, инструменты, импровизации, вокал, голос, запись